# Chaetura
Chaetura is een geslacht van vogels uit de familie gierzwaluwen (Apodidae).

## Soorten
Het geslacht kent de volgende soorten:
- Chaetura andrei  – Andrés gierzwaluw
- Chaetura brachyura  – Kortstaartgierzwaluw
- Chaetura chapmani  – Chapmans gierzwaluw
- Chaetura cinereiventris  – Grijsstuitgierzwaluw
- Chaetura egregia  – Todds gierzwaluw
- Chaetura fumosa  – Costaricaanse gierzwaluw
- Chaetura martinica  – Martiniquegierzwaluw
- Chaetura meridionalis  – Sicks gierzwaluw
- Chaetura pelagica  – Schoorsteengierzwaluw
- Chaetura spinicaudus  – Witbandgierzwaluw
- Chaetura vauxi  – Vauxs gierzwaluw